# Пьедимонте-Сан-Джермано
Пьедимонте-Сан-Джермано (итал. Piedimonte San Germano) — коммуна в Италии, располагается в регионе Лацио, подчиняется административному центру Фрозиноне.
Население составляет 5108 человек, плотность населения составляет 300 чел./км². Занимает площадь 17 км². Почтовый индекс — 03030. Телефонный код — 0776.
Покровителем коммуны почитается святой Амасий из Теано, празднование 23 января.